# Sportverein Waldhof Mannheim 07 1999-2000
Questa voce raccoglie le informazioni riguardanti lo Sportverein Waldhof Mannheim 07 nelle competizioni ufficiali della stagione 1999-2000.

## Stagione
Nella stagione 1999-2000 il Mannheim, allenato da Uwe Rapolder, concluse il campionato di 2. Bundesliga al 12º posto. In Coppa di Germania il Mannheim fu eliminato agli ottavi di finale dal Bayern Monaco.

## Rosa
| N. |                     | Ruolo | Calciatore            |
| -- | ------------------- | ----- | --------------------- |
| 1  | Romania (bandiera)  | P     | Marius Todericiu      |
| 2  | Senegal (bandiera)  | D     | Lamine Cissé          |
| 3  | Germania (bandiera) | D     | Rüdiger Rehm          |
| 4  | Tunisia (bandiera)  | D     | Mounir Boukadida      |
| 5  | Brasile (bandiera)  | D     | Vilmar Santos Barbosa |
| 6  | Polonia (bandiera)  | D     | Dariusz Pasieka       |
| 7  | Cina (bandiera)     | A     | Zhou Ning             |
| 8  | Germania (bandiera) | A     | Sascha Licht          |
| 9  | Svizzera (bandiera) | C     | Philipp Eich          |
| 10 | Ungheria (bandiera) | C     | Ottó Vincze           |
| 16 | Spagna (bandiera)   | C     | David Montero         |
| 17 | Germania (bandiera) | D     | Ronny Ernst           |
| 18 | Germania (bandiera) | C     | Werner Protzel        |
| 20 | Ungheria (bandiera) | A     | László Klausz         |
| 21 | Germania (bandiera) | D     | Raphael Krauß         |
| 22 | Germania (bandiera) | A     | Uwe Wassmer           |
| 25 | Turchia (bandiera)  | C     | Selim Teber           |

| N. |                     | Ruolo | Calciatore          |
| -- | ------------------- | ----- | ------------------- |
| 26 | Germania (bandiera) | D     | Christian Fickert   |
| 30 | Germania (bandiera) | P     | Stephan Straub      |
| 31 | Germania (bandiera) | P     | Michael Zoll        |
| 12 | Germania (bandiera) | D     | Thomas Herz         |
| 36 | Germania (bandiera) | D     | Sven Kegel          |
| 27 | Germania (bandiera) | D     | Reinhold König      |
| 24 | Germania (bandiera) | D     | Markus Schmid       |
| 4  | Ungheria (bandiera) | D     | Vilmos Sebők        |
| 28 | Germania (bandiera) | D     | Maik Unfricht       |
| 14 | Germania (bandiera) | C     | Hanno Balitsch      |
| 29 | Georgia (bandiera)  | C     | Kakhaber Katcharava |
| 13 | Turchia (bandiera)  | C     | Cüneyt Kocabicak    |
| 11 | Albania (bandiera)  | C     | Fatmir Vata         |
| 15 | Ghana (bandiera)    | C     | Mallam Yahaya       |
| 23 | Israele (bandiera)  | A     | Hamodi Oda          |
| 19 | Germania (bandiera) | A     | Bernhard Weis       |

## Organigramma societario
Area tecnica
- Allenatore: Uwe Rapolder
- Allenatore in seconda: Colin Bell, Martin Hägele
- Preparatore dei portieri:
- Preparatori atletici:

## Calciomercato

### Sessione estiva
| Acquisti | Acquisti                  | Acquisti         | Acquisti |
| R.       | Nome                      | da               | Modalità |
| -------- | ------------------------- | ---------------- | -------- |
| C        | Philipp Eich              | Young Boys       |          |
| A        | László Klausz             | Sochaux          |          |
| D        | Reinhold König            | VfR Mannheim     |          |
| D        | Raphael Krauß             | Karlsruhe        |          |
| A        | Sascha Licht              | SC Weismain      |          |
| C        | David Montero             | Ditzingen        |          |
| C        | Michael Oelkuch           | Union Berlino    |          |
| A        | Jean-Pierre Rubio-Sanchez | Sandhausen       |          |
| D        | Jörn Schwinkendorf        | Friburgo         |          |
| C        | Ottó Vincze               | Ferencváros      |          |
| A        | David Wagner              | Gütersloh        |          |
| A        | Uwe Wassmer               | Friburgo         |          |
| A        | Bernhard Weis             | Bayern Monaco II |          |

| Cessioni | Cessioni           | Cessioni             | Cessioni |
| R.       | Nome               | a                    | Modalità |
| -------- | ------------------ | -------------------- | -------- |
| D        | Jörn Schwinkendorf | Cardiff City         |          |
| C        | Thomas Franck      | Darmstadt            |          |
| A        | David Wagner       | Darmstadt            |          |
| C        | Michael Oelkuch    | Rot-Weiss Essen      |          |
| C        | Zdravko Barišić    | SGK Heidelberg       |          |
| D        | Marco Cacic        | Rot-Weiss Essen      |          |
| A        | Waffi Douaydari    | Alemannia Aquisgrana |          |
| C        | Ivo Georgiev       | Aarau                |          |
| A        | Jörg Kirsten       | Erzgebirge Aue       |          |
| A        | Sascha Koch        | Alemannia Aquisgrana |          |
| A        | Carsten Lakies     | Karlsruhe            |          |
| D        | Márcio Borges      | Arminia Bielefeld    |          |
| C        | Robert Ratkowski   | Magonza              |          |
| P        | Michael Rechner    | Amburgo II           |          |
| C        | Milenko Vukčević   | Polonia Varsavia     |          |

### Sessione invernale
| Acquisti | Acquisti     | Acquisti     | Acquisti |
| R.       | Nome         | da           | Modalità |
| -------- | ------------ | ------------ | -------- |
| D        | Vilmos Sebők | Bristol City |          |
| C        | Fatmir Vata  | Vukovar      |          |

| Cessioni | Cessioni | Cessioni | Cessioni |
| R.       | Nome     | a        | Modalità |
| -------- | -------- | -------- | -------- |

## Risultati

### 2. Bundesliga

#### Girone di andata
| Arbitro: | Meyer |

|                                |           |  |
| Ziemer 5’ Feinbier 66’ Kos 71’ | Marcatori |  |

| Arbitro: | Werthmann |

|                                      |           |  |
| Vincze 34’ Rehm 43’ Pasieka 66’, 77’ | Marcatori |  |

| Arbitro: | Margenberg |

|                      |           |                             |
| Milovanovic 10’, 80’ | Marcatori | 57’ (aut.) Blank 76’ Vincze |

| Arbitro: | Hauer |

|            |           |           |
| Vincze 29’ | Marcatori | 35’ Krieg |

| Arbitro: | Haupt |

|                                     |           |             |
| Schmidt 67’ (rig.) Vanderbroeck 88’ | Marcatori | 15’ Pasieka |

| Arbitro: | Wezel |

|            |           |                                     |
| Klausz 10’ | Marcatori | 2’ Bajramović 49’ Marin 89’ Pereira |

| Arbitro: | Trautmann |

|                                |           |  |
| Lottner 21’ Kurth 45’ Timm 83’ | Marcatori |  |

| Arbitro: | Gettke |

|                     |           |  |
| Licht 69’ Cissé 87’ | Marcatori |  |

| Fürth; 24 ottobre 1999, ore 15:00 CEST 9ª giornata | Greuther Fürth | 0 – 0 referto | Waldhof Mannheim | Playmobil-Stadion (6 250 spett.)\| Arbitro: \| Frank \| |
| Arbitro:                                           | Frank          |               |                  |                                                         |

| Arbitro: | Kemmling |

|                                        |           |                             |
| Klausz 1’, 57’ Barbosa 45’ Protzel 84’ | Marcatori | 23’, 77’ Pfuderer 85’ Marić |

| Arbitro: | Weiner |

|                  |           |  |
| Peschel 26’, 50’ | Marcatori |  |

| Mannheim 19 novembre 1999, ore 18:00 CET 12ª giornata | Waldhof Mannheim | 0 – 0 referto | TeBe Berlino | Carl-Benz-Stadion (6 000 spett.)\| Arbitro: \| Fandel \| |
| Arbitro:                                              | Fandel           |               |              |                                                          |

| Arbitro: | Hufgard |

|                       |           |  |
| Ketelaer 4’ Sopić 44’ | Marcatori |  |

| Arbitro: | Perl |

|                     |           |               |
| Zhou 29’ Vincze 60’ | Marcatori | 87’ Latoundji |

| Arbitro: | Gagelmann |

|             |           |             |
| Vlădoiu 11’ | Marcatori | 90’ Wassmer |

| Arbitro: | Margenberg |

|                  |           |                                                      |
| Grlić 78’ (rig.) | Marcatori | 16’ Klausz 28’ Protzel 62’ Licht 73’ Vincze 90’ Rehm |

| Arbitro: | Sippel |

|                 |           |                |
| Klausz 22’, 64’ | Marcatori | 59’ Neustädter |

#### Girone di ritorno
| Arbitro: | Hilmes |

|                        |           |           |
| Klausz 77’ Protzel 89’ | Marcatori | 3’ Hobsch |

| Chemnitz 18 febbraio 2000, ore 19:00 CET 19ª giornata | Chemnitz | 0 – 0 referto | Waldhof Mannheim | Stadion an der Gellertstraße (6 400 spett.)\| Arbitro: \| Weiner \| |
| Arbitro:                                              | Weiner   |               |                  |                                                                     |

| Arbitro: | Haupt |

|               |           |                     |
| Vata 62’, 70’ | Marcatori | 36’ Kreuz 43’ Blank |

| Arbitro: | Gettke |

|           |           |          |
| Krieg 73’ | Marcatori | 70’ Vata |

| Arbitro: | Hauer |

|                   |           |         |
| Vincze 45’ (rig.) | Marcatori | 75’ Xie |

| Arbitro: | Lange |

|                    |           |             |
| Klasnić 68’ (rig.) | Marcatori | 53’ Montero |

| Arbitro: | Frank |

|                  |           |           |
| Protzel 27’, 71’ | Marcatori | 66’ Kurth |

| Arbitro: | Hufgard |

|          |           |            |
| Obad 90’ | Marcatori | 28’ Klausz |

| Arbitro: | Margenberg |

|                                  |           |                           |
| Protzel 8’ Pasieka 16’ Sebők 90’ | Marcatori | 48’, 86’ Türr 61’ Reichel |

| Arbitro: | Aust |

|                              |           |  |
| Carnevale 84’, 85’ Marić 90’ | Marcatori |  |

| Arbitro: | Blumenstein |

|                              |           |                       |
| Vata 42’, 83’ Licht 55’, 78’ | Marcatori | 53’ Baştürk 54’ Marić |

| Arbitro: | Wezel |

|                           |           |           |
| Ćirić 56’, 66’ Rösler 84’ | Marcatori | 89’ Licht |

| Arbitro: | Anklam |

|                               |           |          |
| Vincze 56’ (rig.), 76’ (rig.) | Marcatori | 51’ Demo |

| Arbitro: | Werthmann |

|                                 |           |                          |
| Cissé 20’ (aut.) Labak 53’, 63’ | Marcatori | 72’ Balitsch 75’ Protzel |

| Arbitro: | Weber |

|                              |           |                             |
| Vincze 57’ (rig.) Klausz 66’ | Marcatori | 6’ Simon 80’, 90’ Gaißmayer |

| Arbitro: | Schmidt |

|            |           |                                         |
| Klausz 64’ | Marcatori | 42’ (aut.) Sebők 57’ Zernicke 72’ Catic |

| Arbitro: | Gagelmann |

|                         |           |  |
| Demandt 48’ Machado 60’ | Marcatori |  |

### Coppa di Germania
| Arbitro: | Anklam |

|  |           |                           |
|  | Marcatori | 30’, 40’ Vincze 47’ Ernst |

| Arbitro: | Steinborn |

|                                         |           |                        |
| Schwinkendorf 26’ Licht 83’ Klausz 105’ | Marcatori | 10’ Ponte 78’ Beinlich |

| Arbitro: | Aust |

|  |           |                                                  |
|  | Marcatori | 36’ Jeremies 80’ Zickler 84’ (rig.) Salihamidžić |

## Statistiche

### Statistiche di squadra
| Competizione      | Punti | In casa | In casa | In casa | In casa | In casa | In casa | In trasferta | In trasferta | In trasferta | In trasferta | In trasferta | In trasferta | Totale | Totale | Totale | Totale | Totale | Totale | DR |
| Competizione      | Punti | G       | V       | N       | P       | Gf      | Gs      | G            | V            | N            | P            | Gf           | Gs           | G      | V      | N      | P      | Gf     | Gs     | DR |
| ----------------- | ----- | ------- | ------- | ------- | ------- | ------- | ------- | ------------ | ------------ | ------------ | ------------ | ------------ | ------------ | ------ | ------ | ------ | ------ | ------ | ------ | -- |
| 2. Bundesliga     | 42    | 17      | 9       | 5       | 3       | 35      | 26      | 17           | 1            | 7            | 9            | 15           | 30           | 34     | 10     | 12     | 12     | 50     | 56     | -6 |
| Coppa di Germania | -     | 2       | 1       | 0       | 1       | 3       | 5       | 1            | 1            | 0            | 0            | 3            | 0            | 3      | 2      | 0      | 1      | 6      | 5      | +1 |
| Totale            | 42    | 19      | 10      | 5       | 4       | 38      | 31      | 18           | 2            | 7            | 9            | 18           | 30           | 37     | 12     | 12     | 13     | 56     | 61     | -5 |

### Andamento in campionato
| Giornata  | 1  | 2 | 3 | 4  | 5  | 6  | 7  | 8  | 9  | 10 | 11 | 12 | 13 | 14 | 15 | 16 | 17 | 18 | 19 | 20 | 21 | 22 | 23 | 24 | 25 | 26 | 27 | 28 | 29 | 30 | 31 | 32 | 33 | 34 |
| --------- | -- | - | - | -- | -- | -- | -- | -- | -- | -- | -- | -- | -- | -- | -- | -- | -- | -- | -- | -- | -- | -- | -- | -- | -- | -- | -- | -- | -- | -- | -- | -- | -- | -- |
| Luogo     | T  | C | T | C  | T  | C  | T  | C  | T  | C  | T  | C  | T  | C  | T  | T  | C  | C  | T  | C  | T  | C  | T  | C  | T  | C  | T  | C  | T  | C  | T  | C  | C  | T  |
| Risultato | P  | V | N | N  | P  | P  | P  | V  | N  | V  | P  | N  | P  | V  | N  | V  | V  | V  | N  | N  | N  | N  | N  | V  | N  | N  | P  | V  | P  | V  | P  | P  | P  | P  |
| Posizione | 18 | 6 | 8 | 11 | 12 | 15 | 17 | 15 | 14 | 10 | 12 | 12 | 15 | 12 | 13 | 11 | 8  | 7  | 7  | 8  | 8  | 9  | 8  | 8  | 8  | 8  | 9  | 7  | 9  | 8  | 9  | 11 | 11 | 12 |

Legenda:

Luogo: C = Casa; T = Trasferta. Risultato: V = Vittoria; N = Pareggio; P = Sconfitta.

### Statistiche dei giocatori
| Giocatore        | 2. Bundesliga | 2. Bundesliga | 2. Bundesliga | 2. Bundesliga | Coppa di Germania | Coppa di Germania | Coppa di Germania | Coppa di Germania | Totale   | Totale | Totale      | Totale     |
| Giocatore        | Presenze      | Reti          | Ammonizioni   | Espulsioni    | Presenze          | Reti              | Ammonizioni       | Espulsioni        | Presenze | Reti   | Ammonizioni | Espulsioni |
| ---------------- | ------------- | ------------- | ------------- | ------------- | ----------------- | ----------------- | ----------------- | ----------------- | -------- | ------ | ----------- | ---------- |
| H. Balitsch      | 7             | 1             | 2             | 0             | 0                 | 0                 | 0                 | 0                 | 7        | 1      | 2           | 0          |
| V. Barbosa       | 23            | 1             | 9             | 0             | 2                 | 0                 | 0                 | 0                 | 25       | 1      | 9           | 0          |
| M. Boukadida     | 17            | 0             | 3             | 1             | 1                 | 0                 | 1                 | 0                 | 18       | 0      | 4           | 1          |
| L. Cissé         | 24            | 1             | 7             | 2             | 3                 | 0                 | 0                 | 0                 | 27       | 1      | 7           | 2          |
| P. Eich          | 1             | 0             | 0             | 0             | 0                 | 0                 | 0                 | 0                 | 1        | 0      | 0           | 0          |
| R. Ernst         | 14            | 0             | 2             | 0             | 3                 | 1                 | 0                 | 0                 | 17       | 1      | 2           | 0          |
| C. Fickert       | 4             | 0             | 0             | 0             | 0                 | 0                 | 0                 | 0                 | 4        | 0      | 0           | 0          |
| T. Franck        | 1             | 0             | 1             | 0             | 0                 | 0                 | 0                 | 0                 | 1        | 0      | 1           | 0          |
| T. Herz          | 0             | 0             | 0             | 0             | 0                 | 0                 | 0                 | 0                 | 0        | 0      | 0           | 0          |
| K. Katcharava    | 0             | 0             | 0             | 0             | 0                 | 0                 | 0                 | 0                 | 0        | 0      | 0           | 0          |
| S. Kegel         | 0             | 0             | 0             | 0             | 0                 | 0                 | 0                 | 0                 | 0        | 0      | 0           | 0          |
| L. Klausz        | 28            | 10            | 3             | 1             | 2                 | 1                 | 0                 | 0                 | 30       | 11     | 3           | 1          |
| C. Kocabicak     | 2             | 0             | 0             | 0             | 0                 | 0                 | 0                 | 0                 | 2        | 0      | 0           | 0          |
| R. Krauß         | 11            | 0             | 2             | 0             | 1                 | 0                 | 0                 | 0                 | 12       | 0      | 2           | 0          |
| R. König         | 5             | 0             | 1             | 0             | 1                 | 0                 | 0                 | 0                 | 6        | 0      | 1           | 0          |
| S. Licht         | 26            | 5             | 4             | 0             | 3                 | 1                 | 0                 | 0                 | 29       | 6      | 4           | 0          |
| D. Montero       | 31            | 1             | 10            | 0             | 3                 | 0                 | 0                 | 0                 | 34       | 1      | 10          | 0          |
| H. Oda           | 1             | 0             | 0             | 0             | 0                 | 0                 | 0                 | 0                 | 1        | 0      | 0           | 0          |
| M. Oelkuch       | 1             | 0             | 0             | 0             | 1                 | 0                 | 0                 | 0                 | 2        | 0      | 0           | 0          |
| D. Pasieka       | 31            | 4             | 10            | 0             | 2                 | 0                 | 0                 | 0                 | 33       | 4      | 10          | 0          |
| W. Protzel       | 31            | 7             | 2             | 0             | 3                 | 0                 | 0                 | 0                 | 34       | 7      | 2           | 0          |
| R. Rehm          | 29            | 2             | 7             | 1             | 3                 | 0                 | 2                 | 0                 | 32       | 2      | 9           | 1          |
| J. Rubio-Sanchez | 0             | 0             | 0             | 0             | 0                 | 0                 | 0                 | 0                 | 0        | 0      | 0           | 0          |
| M. Schmid        | 1             | 0             | 0             | 0             | 0                 | 0                 | 0                 | 0                 | 1        | 0      | 0           | 0          |
| J. Schwinkendorf | 9             | 0             | 0             | 0             | 2                 | 1                 | 0                 | 0                 | 11       | 1      | 0           | 0          |
| V. Sebők         | 11            | 1             | 2             | 1             | 0                 | 0                 | 0                 | 0                 | 11       | 1      | 2           | 1          |
| S. Straub        | 4             | 0             | 0             | 0             | 0                 | 0                 | 0                 | 0                 | 4        | 0      | 0           | 0          |
| S. Teber         | 20            | 0             | 1             | 0             | 0                 | 0                 | 0                 | 0                 | 20       | 0      | 1           | 0          |
| M. Todericiu     | 29            | 0             | 1             | 0             | 3                 | 0                 | 0                 | 0                 | 32       | 0      | 1           | 0          |
| M. Unfricht      | 0             | 0             | 0             | 0             | 0                 | 0                 | 0                 | 0                 | 0        | 0      | 0           | 0          |
| F. Vata          | 15            | 5             | 3             | 1             | 0                 | 0                 | 0                 | 0                 | 15       | 5      | 3           | 1          |
| O. Vincze        | 31            | 9             | 10            | 0             | 3                 | 2                 | 1                 | 0                 | 34       | 11     | 11          | 0          |
| D. Wagner        | 5             | 0             | 0             | 0             | 1                 | 0                 | 0                 | 0                 | 6        | 0      | 0           | 0          |
| U. Wassmer       | 11            | 1             | 1             | 0             | 1                 | 0                 | 0                 | 0                 | 12       | 1      | 1           | 0          |
| B. Weis          | 3             | 0             | 0             | 0             | 0                 | 0                 | 0                 | 0                 | 3        | 0      | 0           | 0          |
| M. Yahaya        | 10            | 0             | 2             | 0             | 2                 | 0                 | 1                 | 0                 | 12       | 0      | 3           | 0          |
| N. Zhou          | 30            | 1             | 7             | 1             | 2                 | 0                 | 0                 | 0                 | 32       | 1      | 7           | 1          |
| M. Zoll          | 1             | 0             | 0             | 0             | 0                 | 0                 | 0                 | 0                 | 1        | 0      | 0           | 0          |